# Beacon Hill (Lincolnshire)

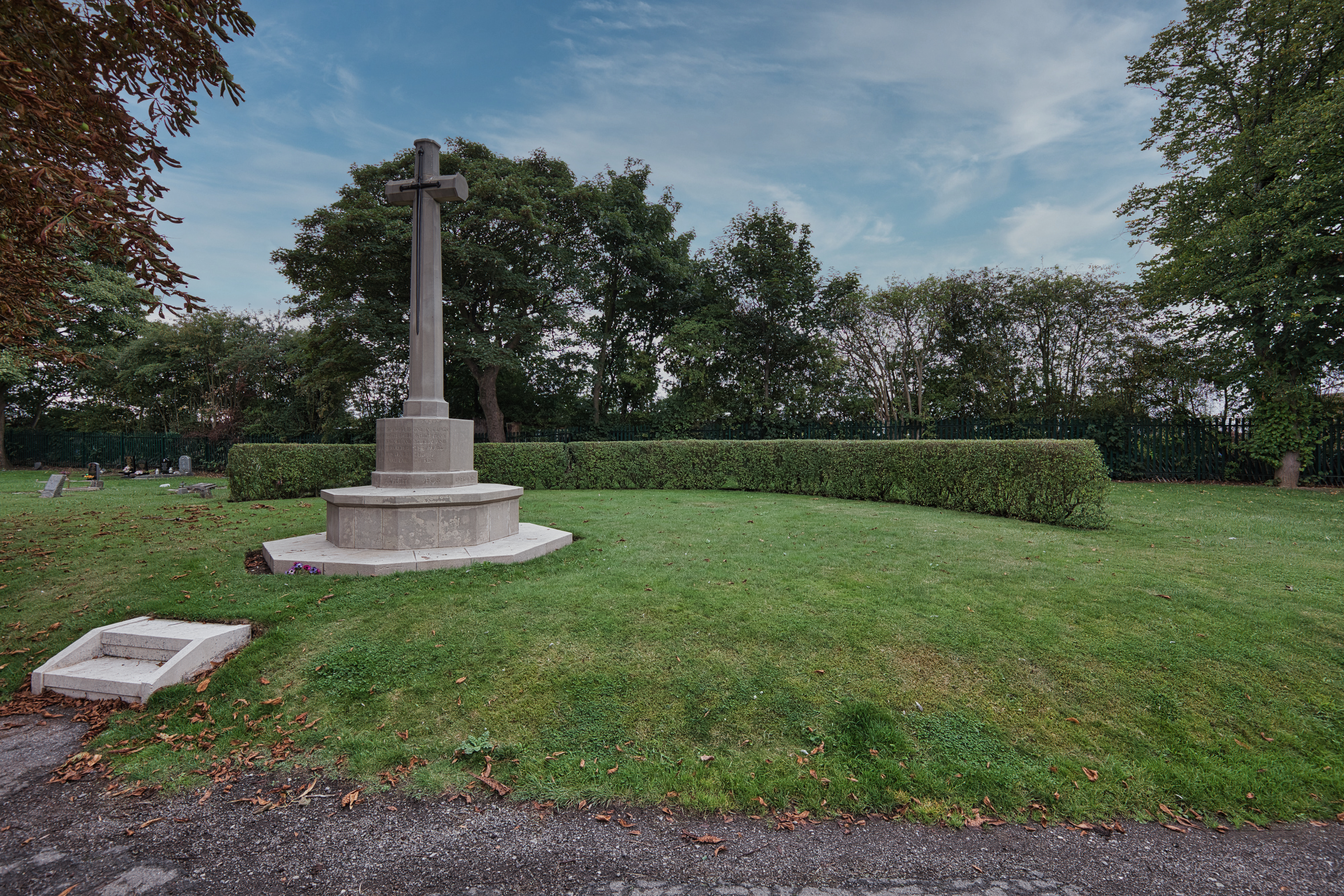
Beacon Hill

Der Beacon Hill (deutsch „Leuchtfeuerhügel“) ist ein bronzezeitlicher nichtmegalithische Rundhügel (englisch Round Barrow) südwestlich des Friedhofs von Old Clee, mitten in Cleethorpes, bei Grimsby in North East Lincolnshire in England. Der Name Beacon Hill ist in England häufig. In Hampshire befindet sich das Beacon-hill-seven-barrows-field und das Beacon Hill Hillfort in Burghclere.
Der Beacon Hill wurde in den 1930er Jahren teilweise ausgegraben, als um den Hügel bearbeitete neolithische Feuersteine entdeckt wurden. Seine heutigen Abmessungen von etwa 18,0 mal 10,0 Metern bei einer Höhe von knapp 2,0 Metern sind die Ausläufer eines einst etwa 14,0 Meter langen, 7,0 bis 8,0 Meter breiten und 3,0 Metern hohen Nordwest-Südost orientierten, ovalen Hügels. Es besteht die Möglichkeit, dass er ursprünglich ein nichtmegalithische Langhügel war, obwohl seine geringe Größe ihn zu dem kleinsten in Lincolnshire machen würde. Es ist wahrscheinlich, dass der leicht erhöhte Geländebereich zwischen Cleethorpes und Scartho für die frühesten Bewohner des Gebiets wertvoll war und wahrscheinlich auch während der Bronzezeit, aus der der Hügel stammt, blieb.
Die Ausgräber fanden Reste aus dieser Zeit, darunter eine einfache, große Urne, die außer eingeäscherten Überresten, vier kleinere Urnen enthielt, die jeweils die Reste eines Kindes bargen. Die kleineren Urnen waren ebenso verziert wie eine weitere Urne in der Nähe, in der sich ebenfalls die Einäscherungsreste eines Kindes befanden. Die Funde lagen deutlich über der ursprünglichen Grundfläche und werden als Sekundärgräber angesehen, die Primärbestattung ist noch nicht gefunden und vermutlich ungestört. Es wurde auch ein angelsächsisches Gefäß gefunden, das wahrscheinlich zu einer verlorengegangenen Bestattung an der Hügelseite gehört. Der Hügel wurde im Mittelalter als Standort eines Leuchtfeuers genutzt, das dem Ort auch seinen Namen gab, es konnte sein, dass die Form des Hügels zu dieser Zeit von einem Kreis zu einem Oval geändert wurde – obwohl der Grund dafür unbekannt ist.